# تزکند، ماسالی
تزکند (تازه کند)، ماسالی (به لاتین: Təzəkənd, Masally) یک منطقهٔ مسکونی در جمهوری آذربایجان است که در شهرستان ماساللی واقع شده‌است.

## خصوصیات
تزکند ۲٬۵۲۹ نفر جمعیت دارد.